# Карагеоргієво
Кара́георгієво (болг. Карагеоргиево) — село в Бургаській області Болгарії. Входить до складу громади Айтос.

## Населення
За даними перепису населення 2011 року у селі проживали 1347 осіб.
Національний склад населення села:
| Національність   | Кількість осіб | Відсоток |
| ---------------- | -------------- | -------- |
| турки            | 1249           | 93,0%    |
| цигани           | 71             | 5,3%     |
| болгари          | 17             | 1,3%     |
| Всього відповіли | 1343           |          |

Розподіл населення за віком у 2011 році:
Динаміка населення: